# Oskar Doebner
Oskar Gustav Doebner, auch Oscar, (* 20. November 1850 in Meiningen; † 28. März 1907 in Marseille) war ein deutscher Chemiker (Organische Chemie). Er war Professor an der Universität Halle.

## Leben
Er war der Sohn des Oberbaurats August Wilhelm Döbner, besuchte das Gymnasium Bernhardinum in Meiningen (Abitur 1869 als Primus Omnium) und studierte ab 1869 in Jena  und München Naturwissenschaften (insbesondere Botanik). Nach dem Wehrdienst im Krieg 1870/71 setzte er sein Studium in Leipzig fort und konzentrierte sich dort bei Hermann Kolbe auf Chemie (nachdem er schon in München Vorlesungen von Justus Liebig gehört hatte). 1872 ging er nach Tübingen, wo er 1873 bei Rudolf Fittig promoviert wurde (Über das Diphenyl). Er war Assistent in Berlin, Braunschweig (bei Robert Otto) und ab 1875 wieder in Berlin, bei August Wilhelm von Hofmann. 1879 habilitierte er sich und wurde Privatdozent. 1884 wurde er außerordentlicher Professor (für Pharmazie, Toxikologie und forensische Chemie, Nachfolge von Ernst Schmidt), 1893 Abteilungsleiter im Chemischen Institut und 1899 ordentlicher Professor für Chemie und Pharmazie in Halle. Er starb im Urlaub an einem Schlaganfall.
1878 gelang ihm die Synthese von Malachitgrün bei der Untersuchung der Reaktionen von Benzotrichlorid auf Phenole und aromatische Amine, unabhängig von Otto Fischer (1877). Dieser Triphenylmethanfarbstoff machte Dunkelgrün synthetisch zugänglich und wurde von der Agfa (AG für Anilinfarbenfabrikation) nach seinem Verfahren einige Jahre produziert, bis es von dem Verfahren von Otto Fischer abgelöst wurde. Stammsubstanz von Doebners Malachitgrün war das Doebnersche Violett.
Die Doebner-Miller-Reaktion zur Synthese von Chinolinderivaten ist nach ihm und seinem langjährigen Mitarbeiter Wilhelm von Miller benannt. Beide arbeiteten daran zusammen 1881 bis 1884. Doebner entwickelte daraus 1887 die Doebnersche Chinchoninsäure-Synthese und daraus eine Nachweisreaktion für Aldehyde (Doebnersche Reaktion). Im Jahr 1887 wurde er zum Mitglied der Leopoldina gewählt.
Nach ihm ist auch eine Variante der Knoevenagel-Reaktion benannt.